# Soprana
Soprana (Sopran-a in piemontese) è un municipio di 697 abitanti del comune di Valdilana, nella provincia di Biella, in Piemonte.
Fino al 31 dicembre 2018 ha costituito un comune sparso autonomo, che confinava con i comuni di Curino, Mezzana Mortigliengo e Trivero. La sede comunale era collocata nella frazione Lanvario.

## Storia

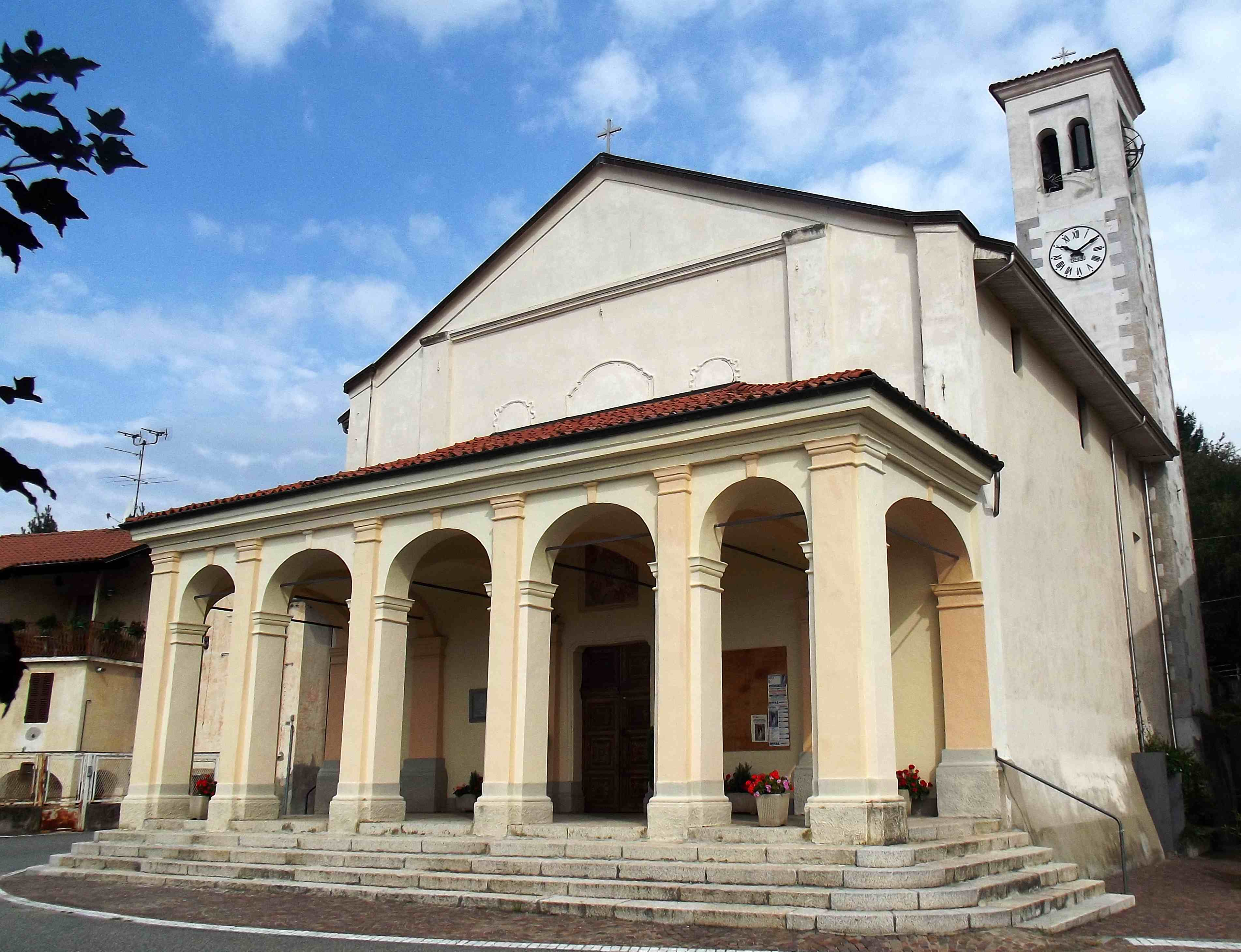
Chiesa parrocchiale

Il paese era in origine, con Mezzana, Casapinta, Crosa e Strona, uno dei cinque cantoni che componevano la comunità del Mortigliengo.
Fino al XIII secolo questo territorio rimase quasi deserto e fu sede di una estesa foresta, che attorno all'anno Mille l'imperatore Ottone III donò al vescovo di Vercelli.
L'insediamento umano nella zona divenne quindi più denso e si stabilizzò; la sede parrocchiale era a Mezzana e nel 1243 il territorio passò sotto il controllo del Comune di Vercelli.
Nel 1351 il Mortigliengo fu ceduto alla famiglia Visconti e da questa, nel 1373, tornò nuovamente alla curia vercellese.
Gli abitanti della zona, analogamente a quelli di Biella, fecero atto di dedizione a Casa Savoia per evitare di ricadere sotto la signoria del vescovo Giovanni Fieschi, inviso alla popolazione.
Nel 1627 i centri abitati del Mortigliengo, che nel frattempo era stato elevato al rango di marchesato, si separarono tra di loro costituendo comuni autonomi; Soprana rappresenta la parte settentrionale dell'antica comunità.
Dal 1º gennaio 2019 si è fuso con i comuni di Mosso, Trivero e Valle Mosso per dare vita al nuovo comune di Valdilana.

### Simboli
Lo stemma del comune di Soprana era stato concesso con decreto del presidente della Repubblica del 24 febbraio 2003.
Il gonfalone era un drappo partito di bianco e di azzurro.

## Monumenti e luoghi d'interesse
- Parrocchia di San Giuseppe, a Lanvario. La sua costruzione iniziò nel 1652; il campanile risale al 1718 mentre il porticato esterno, di gusto neoclassico, fu aggiunto e metà Ottocento.
- Mulino Susta. L'edificio è un antico mulino ad acqua sul torrente Ostola e fa parte dell'Ecomuseo del Biellese. Risale al Seicento  ed in passato, oltre che per la produzione di farine, era utilizzato per la pesta della canapa.

## Società

### Evoluzione demografica
Abitanti censiti

## Amministrazione

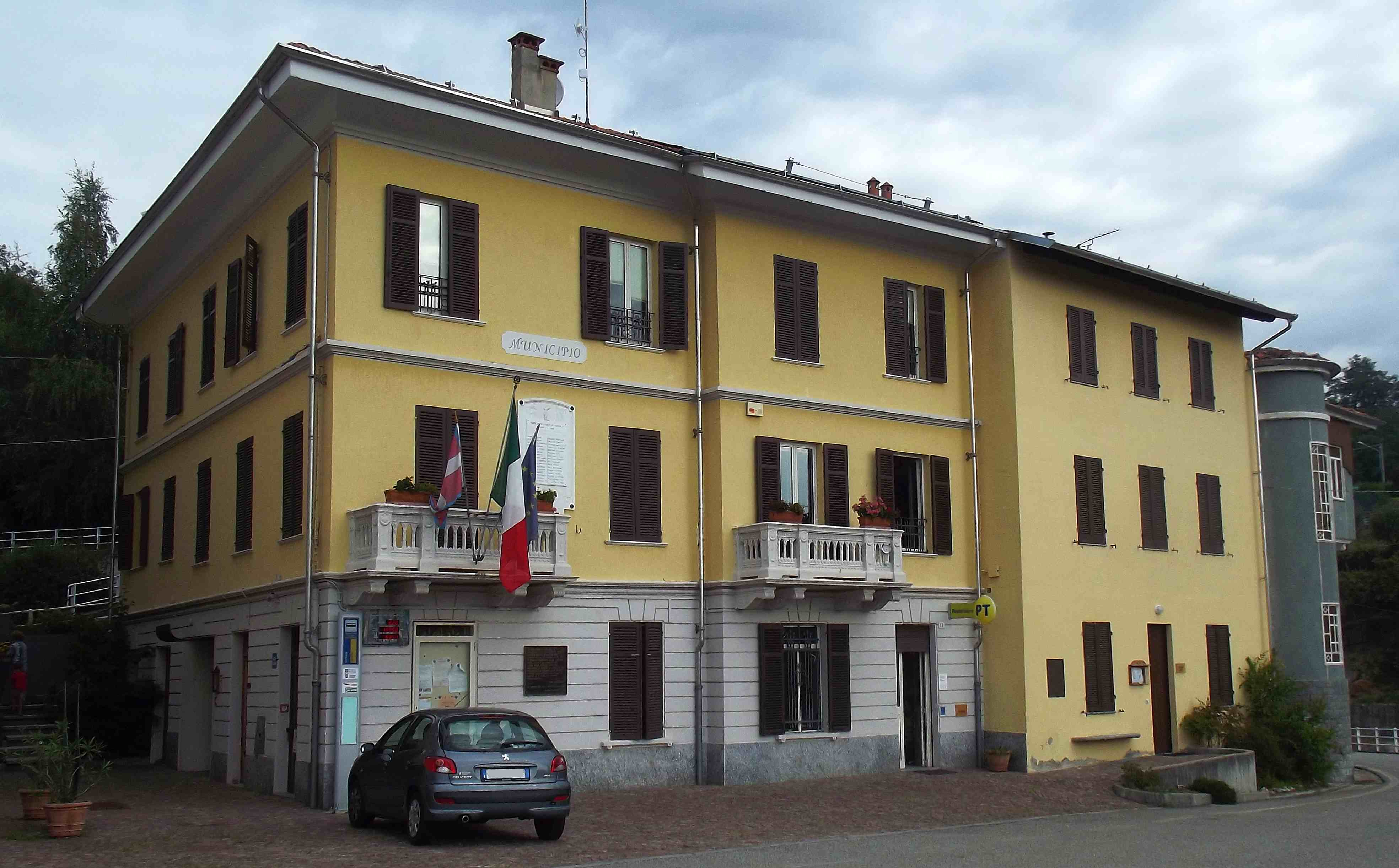
L'ex municipio

| Periodo | Periodo    | Primo cittadino       | Partito                          | Carica  | Note |
| ------- | ---------- | --------------------- | -------------------------------- | ------- | ---- |
| 2004    | 2009       | Maria Emilia Pera Mut | lista civica                     | Sindaco |      |
| 2009    | 2014       | Massimo Foglizzo      | lista civica Soprana che cresce  | Sindaco |      |
| 2014    | 31/12/2018 | Michele Role Mucet    | lista civica Insieme per Soprana | Sindaco |      |

### Altre informazioni amministrative
Il comune ha fatto parte della soppressa Comunità montana Val Sessera, Valle di Mosso e Prealpi Biellesi, mentre fino al 2010 apparteneva alla Comunità montana Valle di Mosso, abolita in seguito all'accorpamento disposto dalla Regione Piemonte nel 2009.